# 特鲁别茨科伊家族
特鲁别茨科伊家族是俄罗斯拥有亲王爵位的贵族家族之一。谱系出自立陶宛大公阿尔吉尔达斯之子德米特里乌斯一世·斯塔希。
该家族与普希金家族有远亲关系。在十九世纪俄国政坛尤为显赫。其家名来自布良斯克地区的特鲁布切夫斯克。现任族长为俄裔法国人、法俄对话协会主席亚历山大·特鲁别茨科伊亲王。
莫斯科哈莫夫尼基区有原属特鲁别茨科伊家族的不动产。包括一栋主建筑及一片公园。